# Reinhold Fanz
Reinhold Fanz (* 16. Januar 1954 in Mannheim) ist ein ehemaliger deutscher Fußballspieler, heutiger Fußballtrainer und zuletzt sportlicher Leiter beim SV Wilhelmshaven.

## Spielerkarriere
Fanz absolvierte als Spieler 70 Bundesligaspiele (3 Tore) und 116 Zweitligaspiele (13 Tore). Fanz' erste Vereine waren Amicitia Viernheim und der SV Sandhausen. Sein Vater Reinhold Fanz senior war einer der besten Akteure des SV Waldhof Mannheim in den ersten Jahren nach dem Zweiten Weltkrieg in der Fußball-Oberliga Süd. Er absolvierte von 1945 bis 1951 für Waldhof 130 Ligaspiele mit 32 Toren. Bereits im Jahr 1939 stand der 19-Jährige mit Waldhof im Finale um den Tschammer-Pokal. Der talentierte Mittelfeldspieler Fanz junior gehörte bereits 1971/72 dem Kader der nordbadischen Verbandsauswahl im Amateurländerpokal-Wettbewerb an. In den Spielen gegen das Saarland und im Halbfinalrückspiel am 30. April 1972 in Mannheim gegen Bayern kam er erstmals zum Einsatz. Beim 2:1-Finalsieg am 11. Mai gegen Niedersachsen war er dagegen nicht aktiv. Das konnte er aber im folgenden Jahr nachholen. Nordbaden trug am 31. Mai 1973 in Neuss das Endspiel gegen den Niederrhein – der Gastgeber trat mit Rudi Seliger, Jochen Abel und Werner Schneider an – aus und das Spiel endete nach Verlängerung mit 1:1-Remis. In der 12. Minute hatte der Mittelfeldakteur des SV Sandhausen, Reinhold Fanz, die Nordbaden-Auswahl – mit den Akteuren Eugen Ehmann, Jürgen Weidlandt, Gernot Rohr, Gerd Störzer – mit 1:0 in Führung gebracht. Wegen Terminschwierigkeiten des Niederrheins wurde Nordbaden zum Länderpokal-Sieger 1973 erklärt. Mit dem SV Sandhausen belegte Fanz 1973/74 in der 1. Amateurliga Nordbaden punktgleich mit dem Karlsruher FV, FC Dossenheim und dem 1. FC Pforzheim den vierten Rang. Von 1971 bis 1974 hatte Fanz junior beim SV Sandhausen und seinem Vater als Trainer in der 1. Amateurliga Nordbaden 86 Ligaspiele absolviert und dabei 32 Tore erzielt.
Im Sommer 1974 wechselte er zum VfR Heilbronn in die neu eingerichtete Zweite Bundesliga. Da die Heilbronner – zunächst mit dem Trainer Željko Čajkovski und ab November 1974 Rudolf Faßnacht – schon nach einem Jahr abstiegen, erfolgte 1975 der nächste Wechsel zum Wuppertaler SV. Im Bergischen Land kam er unter dem Trainer Diethelm Ferner und an der Seite von Günter Pröpper mit dem WSV auf den 5. Rang in der Nord-Gruppe und absolvierte dabei 38 Spiele mit drei Toren. In seiner zweiten Saison im Stadion am Zoo belegte er 1976/77 hinter St. Pauli und Arminia Bielefeld den dritten Rang. In den zwei Jahren in Wuppertal hatte Fanz sich in das Blickfeld der Fußball-Bundesliga gespielt und so wechselte er zur Saison 1977/78 in die Bundesliga zu Fortuna Düsseldorf.
Mit den zwei weiteren Neuzugängen Flemming Lund (RW Essen) und Herbert Zimmer (SWE) begann Fanz bei der Fortuna unter dem Trainer Dietrich Weise seine Bundesliga-Laufbahn. Sein Bundesliga-Debüt hatte er am 12. August 1977 bei der 1:2-Auswärtsniederlage gegen Werder Bremen. Düsseldorf belegte den fünften Rang in der Bundesliga und die Stammformation in der Defensive bildeten Heiner Baltes, Gerd Zimmermann, Gerd Zewe und Dieter Brei. Der Mann aus Nordbaden absolvierte in seiner ersten Düsseldorfer Saison 15 Bundesligaspiele und kam zusätzlich im DFB-Pokal 1977/78 in den Spielen gegen den FC St. Wendel, Rot-Weiss Essen und Eintracht Braunschweig zum Einsatz. Im mit 0:2 Toren verlorenen Finale am 15. April 1978 gegen den 1. FC Köln kam er nicht zum Zuge. Unter dem neuen Trainer Hans-Dieter Tippenhauer kamen 1978/79 in der Bundesliga 19 Spiele mit zwei Toren hinzu. Seinen größten sportlichen Erfolg konnte Fanz 1979 im DFB-Pokal feiern. Er war aktiv beteiligt bei den Erfolgen gegen den VfR Heilbronn, MSV Duisburg, Bayer 04 Leverkusen, im Halbfinale gegen den 1. FC Nürnberg und stand auch in der Endspielformation am 23. Juni 1978 in Hannover gegen Hertha BSC. Mit einem 1:0-Sieg nach Verlängerung wurde der Pokal nach Düsseldorf geholt.
Fanz erhielt jedoch keinen neuen Vertrag und legte ab November 1979 eine Zwischenstation beim Freiburger FC in der 2. Fußball-Bundesliga ein. Seinen Einstand gab Fanz für die Mannschaft vom Möslestadion am 18. November 1979 beim Lokalderby gegen den SC Freiburg. Mit den Mitspielern Hans Ettmayer, Karl-Heinz Schulz und Heinz Wilhelmi erreichte er am Rundenende den neunten Rang. In 19 Einsätzen hatte er sein Leistungsvermögen demonstriert und der Bundesligaaufsteiger Karlsruher SC – die Nordbadener erreichten den Aufstieg nach zwei Relegationsspielen gegen den Nordvize Rot-Weiss Essen – verpflichtete den im Mittelfeld und in der Abwehrzentrale verwendbaren Fanz. Trainer Manfred Krafft eröffnete die Runde 1980/81 am 16. August 1980 im Heimspiel gegen FC Bayern München (0:3) mit dem Neuzugang im Mittelfeld. Überraschend gut, auf dem 10. Platz, schloss die Aufsteiger-Mannschaft aus dem Wildparkstadion die Runde ab. Fanz gehörte mit 32 Einsätzen zum engen Kreis der Stammelf. Am vierten Spieltag der Runde 1981/82, beim Heimspiel des KSC gegen Arminia Bielefeld am 26. August 1981, erlitt Fanz einen Schienbeinkopf-Trümmerbruch samt Kreuzbandriss und Riss von Innen- und Außenband am linken Bein und musste er seine Profikarriere als Sportinvalide vorzeitig beenden. Ein Comeback gelang nicht mehr und so verließ Fanz 1983 den Karlsruher SC. In der Saison 1983/84 spielte Fanz noch einmal für den SV Sandhausen in der Amateur-Oberliga Baden-Württemberg.

## Trainerkarriere

### Anfänge und Erfolge mit Hannover 96
An der DSHS in Köln hatte Fanz 1985 unter der Lehrgangsleitung von Gero Bisanz zusammen mit den Lehrgangskollegen Hermann Gerland, Helmut Horsch, Martin Kübler und Winfried Schäfer erfolgreich die Ausbildung zum Fußball-Lehrer durchlaufen.
Seine Karriere als Trainer begann Fanz 1985 beim FV Weinheim in der Fußball-Oberliga Baden-Württemberg. 1987 wechselte er als Verbandstrainer zum Hessischen Fußballverband. Mit Hessen gewann Fanz 1992 mit einem 3:2-Erfolg gegen Bremen den Amateur-Länderpokal. Zudem erreichte er 1989, 1991 und 1993 das Endspiel des Länderpokals.
Zum 1. Juli 1996 übernahm Fanz das Traineramt bei Hannover 96, die zu dieser Zeit in der Regionalliga Nord spielten. In der Saison 1996/97 wurde Hannover 96 Meister der Regionalliga Nord, scheiterte jedoch in den Aufstiegsspielen an Energie Cottbus (0:0/1:3). In der zweiten Saison, 1997/98, wurde er mit Hannover 96 wieder Meister der Regionalliga Nord. Die „Roten“ gewannen den Titel vor Eintracht Braunschweig und dem VfL Osnabrück mit dem Torverhältnis von 120:29 Toren. Nach zwei Entscheidungsspielen gegen den Meister der Regionalliga Nordost, Tennis Borussia Berlin, stieg Fanz mit seiner Mannschaft in die Zweite Bundesliga auf. Das Hinspiel verlor Hannover mit 0:2 Toren, das Rückspiel am 24. Mai 1998 vor 50.000 Zuschauern im Niedersachsenstadion endete 2:0 für den Gastgeber. Im Elfmeterschießen setzte sich die Fanz-Elf gegen die von Hermann Gerland trainierte Tennis Borussia durch. Obwohl mit Fabian Ernst ein Großtalent zum Hamburger SV wechselte, führte Fanz die übrigen Talente Otto Addo, Gerald Asamoah, Fabian Gerber und Sebastian Kehl in der Zweiten Bundesliga 1998/99 mit technischem Kombinationsfußball auf einen ausgezeichneten vierten Platz.

### Geringe Erfolge und häufige Wechsel
Dann verpflichtete der abstiegsbedrohte Bundesligist Eintracht Frankfurt Fanz am 21. Dezember 1998 als Trainer. Der Erfolg blieb jedoch aus (6 Punkte aus 9 Spielen) und Fanz wurde am 19. April 1999 schon wieder entlassen. Danach wurde Fanz im Juli 1999 wieder Trainer in der Regionalliga, diesmal bei Eintracht Braunschweig. Der angestrebte Aufstieg in die Zweite Bundesliga wurde allerdings nicht erreicht und Fanz am 17. Mai 2001 als Trainer entlassen. Am 9. Oktober 2001 kam dann das nächste Engagement als Trainer der Amateure des VfB Stuttgart. Nach nur acht Spielen kam am 12. Dezember 2001 die erneute Entlassung, da ihm Manager Rolf Rüssmann nicht den Klassenerhalt mit der Amateur-Mannschaft zutraute. Am 28. Juni 2003 wurde Fanz vom Teammanager Felix Magath wieder als Trainer der VfB-Amateure eingesetzt, nach dem Abgang von Magath allerdings im Juni 2004 auch wieder entlassen.

### Karlsruher SC
Am 28. Dezember 2004 verpflichtete der Karlsruher SC Fanz, der den Verein von einem Abstiegsplatz wieder nach oben führen sollte. Der Hauptsponsor Energie Baden-Württemberg (EnBW) gab jedoch bekannt, dass Fanz dafür nicht der richtige Mann wäre und drohte mit dem Rückzug als Sponsor. Daraufhin wurde Fanz nach sieben Tagen am 4. Januar 2005 wieder entlassen.
Tiefere Ursache scheint auch das persönliche Verhältnis zwischen Fanz und dem damaligen EnBW-Vorstandschef Utz Claassen zu sein. Claassen wurde 1997 Präsident von Hannover 96 und Fanz war damals Trainer in Hannover. Als erste Amtshandlung entließ Claassen den Manager Franz Gerber. Fanz sprach daraufhin Claassen in einem Zeitungsinterview sämtlichen Fußballsachverstand ab, was ein Gerichtsverfahren nach sich zog. Fanz wurden weitere Äußerungen unter Androhung einer Geldstrafe untersagt. In einer Presseerklärung von EnBW vom 30. Dezember 2004 las sich das dann folgendermaßen: „Der Vorstand der EnBW erwartet sowohl bei der eigenen Belegschaft als auch bei den externen Partnern der EnBW einen hohen Standard an Professionalität und menschlichem Umgang. Es ist für den Vorstand der EnBW daher generell nicht vorstellbar, nachhaltig mit einem Verein oder einer sonstigen Institution zu kooperieren, der bzw. die Führungspersonal beschäftigt, welches sich in herabsetzender Form über das Unternehmen oder seine Spitzenvertreter äußert oder in der Vergangenheit geäußert hat.“
1997/98 hatte sich indes nicht nur Fanz, sondern der ganze Verein Hannover 96 und die hannoversche Öffentlichkeit gegen Claassen gestellt und ihn schließlich mit Schimpf und Schande aus dem Amt gejagt.

### Oberligatrainer beim Bonner SC
Zu Beginn der Saison 2005/06 übernahm Fanz das Traineramt beim Oberligisten Bonner SC und unterschrieb einen Vier-Jahres-Vertrag. Als Zielsetzung gab damals Bonns Mäzen John Viol den Aufstieg in die 2. Bundesliga aus. Innerhalb von vier Jahren wollte Viol ins Fußball-Oberhaus. In seiner ersten Saison beim BSC erreichte Reinhold Fanz die Vizemeisterschaft der Oberliga Nordrhein. Nachdem einige Spieler ihre Gehälter nicht erhielten, brach der Kader auseinander und der BSC spielte in der Saison 2006/2007 nur im unteren Mittelfeld. Nach dem Spiel gegen den 1. FC Union Solingen (1:2 verloren) am 9. Spieltag erklärte Fanz seinen Rücktritt. Pressemeldungen zufolge (z. B. in der Bonner Ausgabe der Kölner Tageszeitung Express) verzichtete Fanz auf 15.000 Euro im Monat.

### Nationaltrainer von Kuba
Seit Ende Januar 2008 war Fanz Technischer Direktor und Nationaltrainer von Kuba. Er sollte die Mannschaft von der Karibikinsel zur Qualifikation für die WM 2010 führen. Als Torwarttrainer stand ihm Lutz Pfannenstiel zur Seite.
Am 14. Oktober 2008 gab der kubanische Fußballverband bekannt, Fanz werde nur noch beratend tätig sein. Neuer Cheftrainer wurde Raúl González Triana. Die Degradierung erfolgte kurz nach dem mit 1:6 gegen die Nationalmannschaft der USA verlorenen Qualifikationsspiel zur WM 2010, vor dem die kubanischen Nationalspieler Pedro Faife und Reynier Alcántara sich von der Mannschaft abgesetzt und in den Vereinigten Staaten um politisches Asyl gebeten hatten.

### Sportlicher Leiter beim SV Wilhelmshaven
Am 18. Juni 2013 wurde bekannt, dass Reinhold Fanz vom Wuppertaler SV nach Wilhelmshaven wechselte. Er übernahm dort die Funktion des sportlichen Leiters und engagierte als Trainer seinen Co-Trainer aus Wuppertaler Zeiten Farat Toku. Bereits am 19. August 2013 wurde Fanz' Vertrag beim SV Wilhelmshaven in beiderseitigem Einvernehmen wieder aufgelöst.